# Renan Agnolin
Renan Agnolin (Erechim, Brasil, 29 de mayo de 1989-La Unión, Colombia, 28 de noviembre de 2016) fue un periodista brasileño.

## Carrera
Argolin fue un periodista deportivo que destacó en la pantalla chica de su país por su perfil y profesionalismo a la hora de comunicar las noticias.

### Radio y televisión
Tuvo intervenciones tanto en radio como en televisión brasileña. Condujo en sus últimos años Radio Oeste Capital. También trabajó en Ric TV y era conductor y reportero del programa Jornal do Meio-Dia.

## Tragedia
Falleció trágicamente el 28 de noviembre de 2016, cuando el avión en el que viajaba junto a los jugadores del club de fútbol Chapecoense de Brasil sufrió un accidente a las diez de la noche en hora local (las cuatro de la madrugada hora peninsular española) cuando se aproximaba a la ciudad de Medellín (Colombia). En ese vuelo los periodistas acompañaban a los deportistas que se dirigían hacia Medellín para disputar el partido más importante de su historia: la final de la Copa Sudamericana frente al Atlético Nacional de Colombia. En el terrible siniestro murieron 71 personas de las 77 que viajaban en ese momento. Según hipótesis posteriores el accidente se debió a una insuficiente carga de gasolina del avión. Sus restos fueron despedidos en la capilla del Cementerio jardín da Saudade, distrito de Lino de Erechim. Sus colegas Jacir Biavotti, Victorino Chermont y Mario Sergio Puentes también fallecieron en el acto.